# Chiesa di Santa Maria del Rosario a Portamedina
La chiesa di Santa Maria del Rosario a Portamedina (nota come chiesa di Santa Giovanna d'Arco, o anche Rosariello a Portamedina) è una caratteristica chiesa di Napoli; si erge nel centro storico della città con precisione in via Rosario a Portamedina nei Quartieri Spagnoli.
La fondazione dell'edificio sacro risale al 1568 ad opera della Congrega dello Spirito Santo e nel XVII secolo la chiesa venne completata con il chiostro. Tra il 1724 e il 1742 il complesso fu soggetto a due importanti rinnovi: l'aspetto attuale risale proprio al restauro del 1742, quando furono ridecorati a stucco gli interni e gli esterni in stile tardo-barocco con probabili interventi di Domenico Antonio Vaccaro e della sua scuola.

Nel 1929 il conservatorio dei domenicani passò alle suore della Compagnia di Maria e nel 1937 venne riconosciuto legalmente come scuola; dalla metà del XX secolo la struttura è stata ampliata e profondamente alterata.
La caratteristica facciata, che si insinua tra gli stretti vicoli del quartiere, presenta un portico ornato a stucco a pianta semiesagonale, sorretto da arcate a tutto sesto, sul quale poggia il coro.

L'interno è a pianta centrale, con due cappelle per lato e presbiterio absidato rettangolare; la navata e le cappelle sono coperte da volte e non è presente una cupola. Tra le opere pittoriche conservate la più rilevante è il "Sant'Antonio che adora il Bambino sulle braccia di San Giuseppe attorniato dai Santi Gennaro e Michele", tela firmata da Antonio Sarnelli.
A pochi metri di distanza, nei pressi della chiesa, si trova il convento adibito a funzioni scolastiche private e quindi non visitabile.
Il chiostro, fondato nel XVI secolo e ampliato in quello successivo, è formato da uno spazio centrale quadrato delimitato tre arcate per ogni lato; venne alterato nella sua forma nel Novecento per un rinnovamento generale degli ambienti.